# Château de Lafox
Le château de Lafox, est bâti sur la commune de Lafox (Lot-et-Garonne).

## Histoire

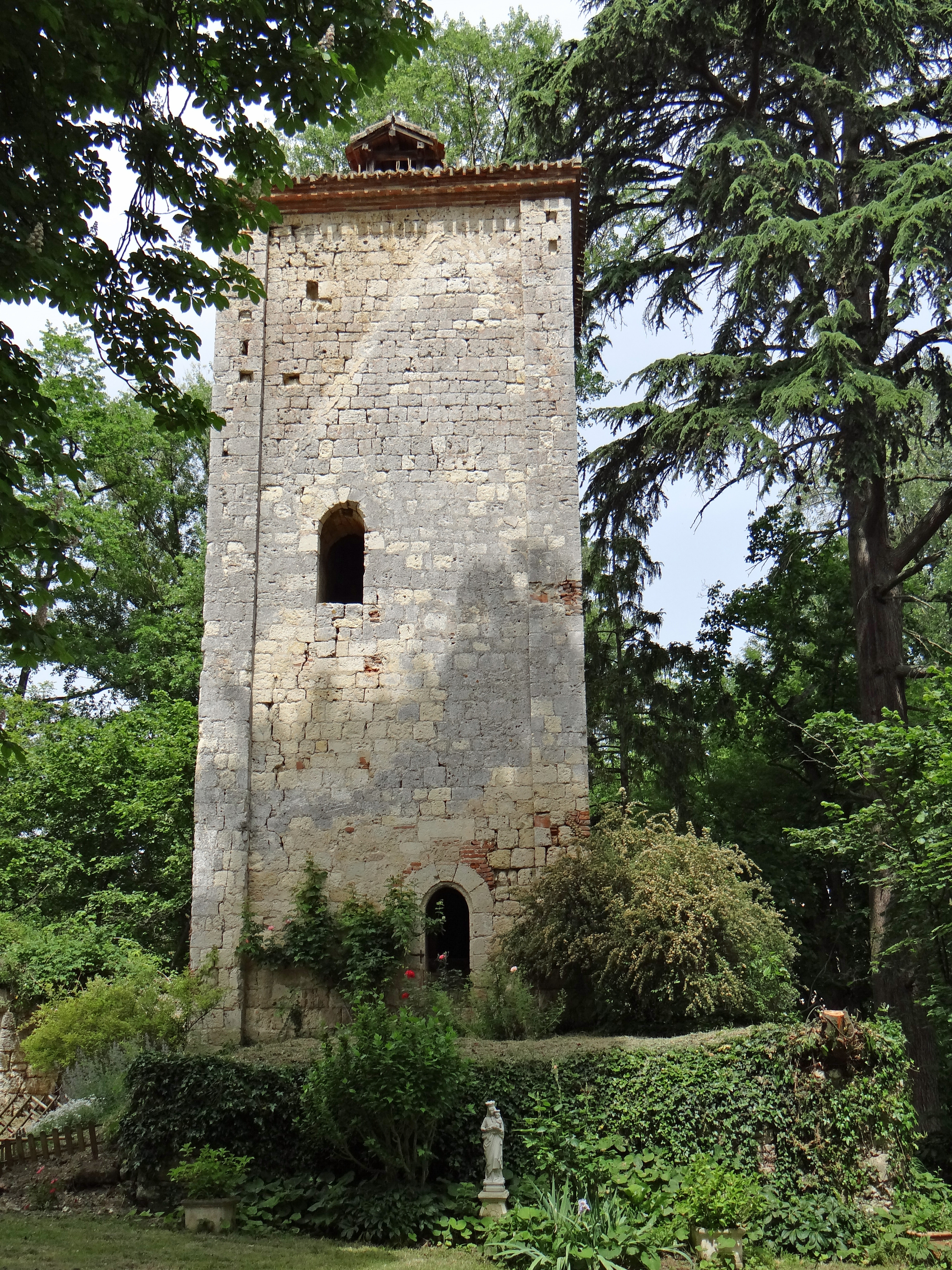
Ancien donjon du château

La première mention de Lafox se  trouve sur une charte de 1239. Gaubert de Tesac et Raymond de Planels cèdent au comte de Toulouse ce qu'ils  possèdent dans le lieu de Lafox, « in villa et loco de La Fotz ».
Le château datant des années 1230 contrôle alors le gué de la Séoune à l’endroit où elle se jette dans la Garonne et sert d'octroi sur le chemin du Languedoc à l'Aquitaine. Il en subsiste un donjon.
Raymond VII en fait don à Sicard Alaman en 1236 qui lui a rendu d'importants services pendant la croisade des Albigeois. Raymond VII lui cède tout ce qu'il possédait à Lafox, justice, oblies, fours, moulins et péages. Sicard Alaman reste le vassal du comte et lui doit le service militaire. Sicard Alaman fut accusé de posséder un bien usurpé à Arnaud de Boville par le comte de Toulouse, mais dès 1247, le veuve d'Arnaud de Boville cède à Sicard Alaman ce qu'elle possède à Lafox.
En 1254, Sicard Alaman donne une charte de coutumes aux habitants de Lafox. Sicard Alaman est mort vers 1276. L'application de son testament a créé des difficultés entre son fils, Sicard le jeune, sa veuve, Béatrix de Médulon, et sa sœur, Cécile Alaman.  En 1279, le roi de France a envoyé ses commissaires en Toulousain pour recueillir les serments de fidélité. Le roi fait une enquête sur les biens mal acquis par Sicard d'Alaman. Il a laissé à son fils le château de Lafox.
À la mort de Sicard le jeune, son héritier Bertrand de Lautrec a acquis les droits que possèdent Béatrix de Médulon et Cécile Alaman sur ses domaines en Agenais. Il prend possession de Lafox en 1280. Il traite en 1283 avec Cécile Alaman, épouse d'Arnaud de Montaigu, renonce à ses droits mais il permet à Cécile et à son mari de construire un château fort à Lafox.
La motte et la tour qui constituaient le château vieux de Lafox étaient citées et décrites dans une charte de 1283. À cette époque, la tour était située au confluent de la Séoune, sur la rive de la Garonne. Elle servait à protéger un poste de péage sur la Garonne.  Cette tour était plus ancienne et devait dater du XIIe siècle. Elle protégeait aussi la villa de Lafox citée en 1239. Aujourd'hui, la tour se trouve déplacée à environ 500 mètres de la Garonne et 1 300 mètres de la Séoune.
Bertrand de L'Isle possède la onzième partie de Lafox et l'échange avec  Bertrand de Lautrec le 8 juillet 1285. Bertrand de Lautrec a laissé Lafox à sa fille Béatrix qui est mariée à Philippe de Lévis, en 1304.
En 1326, les Anglais se sont emparés de Lafox. Le comte de Valois, lieutenant du roi en Languedoc, reprend Lafox et la rend à Béatrix de Lautrec à condition qu'elle le remette au roi quand il en ferait la demande. Les Anglais s'en étant de nouveau emparés, le sénéchal de Toulouse, le comte de Comminges, a repris le château. Alphonse de La Cerda (1289-1327) dit Alphonse d'Espagne, rend le  château à Béatrix de Lautrec le 25 juillet 1326 à la condition qu'elle le remette à  son fils, Philippe de Lévis. Béatrix a gardé l'usufruit de Lafox, mais la garde du château est assurée par ses fils, Philippe et Bertrand de Lévis. Béatrix de Lautrec a fait son testament en 1343.
Le 27 juin 1368 Philippe de Lévis en rend hommage au roi d'Angleterre.  Trois ans plus tard, un document cite Raymond de Fargues comme seigneur de Lafox, mais des documents semblent montrer qu'il ne s'agissait que de droits à Lafox. Les Lautrec et les Lévis ont perdu leurs  droits à Lafox au cours du XIVe siècle.
Un épisode de la guerre contre les Anglais, en 1435, montre que Naudounet de Lustrac occupait le château de Lafox.
Un texte de 1463 indique que le château de Lafox appartient à Pierre de Bérard, seigneur de Croix de Bléré, près de Tours, trésorier de France, et de Jeanne de Charita. La famille Bérard, qui s'était installée en Agenais au XVe siècle, y a possédé les châteaux de Monteils et de Lafox. Son fils Pierre de Bérard est évêque d'Agen en 1461. Un autre fils, Jean de Bérard est chevalier, seigneur de Chissé, et a été premier président du parlement de Bordeaux en 1472. À la suite de la mort de l'évêque, en 1477, un conflit va l'opposer à Jean de Bérard. Ce dernier a contesté son testament et a alors préféré vendre Lafox à Arnaud de Durfort, baron de Bajamont et seigneur de Laroque-Timbaud et de Castelnoubel, le 7 novembre 1477. Ce dernier a dû transiger avec le chapitre d'Agen.

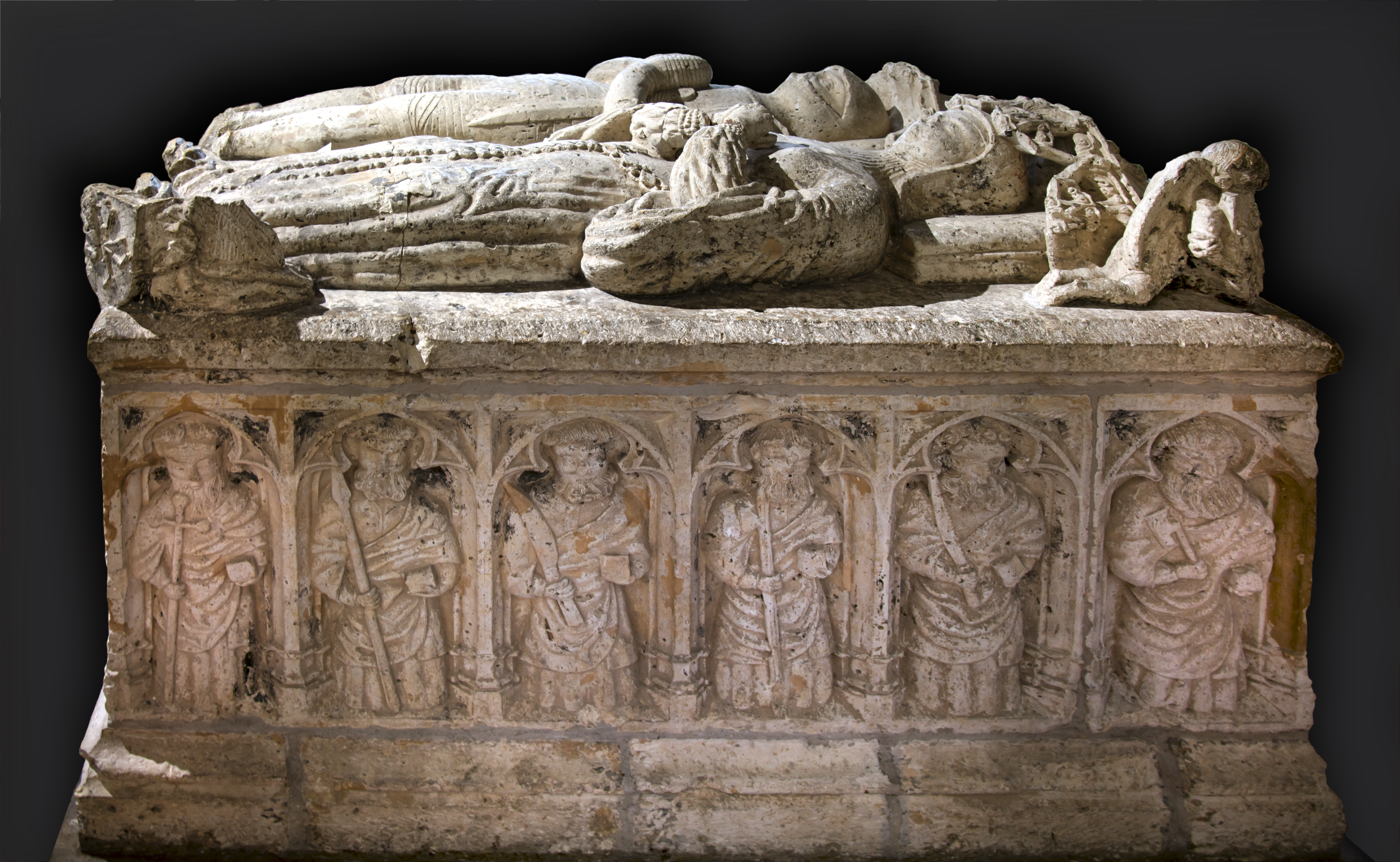
Tombeau d'Étienne de Durfort et de son épouse qui se trouvait dans la chapelle du château. Elle se trouve aujourd'hui au musée des beaux-arts d'Agen

Arnaud de Durfort a été chambellan de Louis XI. Il s'est marié avec Antoinette de Gourdon dont il a eu quatre fils, François, Jean, Robert, Étienne, et deux filles, Catherine et Antoinette. Les Durfort vont alors  quitter leur château de Bajamont pour s'installer à Lafox. François de Durfort a été le premier à faire des travaux d'agrandissement et d'embellissement du château avant son décès en 1494. Il a laissé le château à son cadet Étienne de Durfort qui a su désintéresser son frère Jean. Étienne de Durfort  fait son testament le 8 octobre 1529 par lequel il fonde une chapelle dans le château de Lafox servie par plusieurs chapelains. Il meurt vers 1535. Son héritier,  Alain de Durfort, fait construire la chapelle, sur la rive droite de la Séoune, où est élevé son tombeau ainsi que celui de son épouse, Rose de Montesquieu.
Alain de Durfort s'est marié avec Françoise de Montal vers 1535. Il entreprend d'importants travaux au château.
Alain de Durfort a transmis le château à son fils François de Durfort qui est nommé sénéchal d'Agenais en 1572 et l'est resté jusqu'à sa mort. Les guerres de Religion commencent vers 1560. François de Durfort a été un adversaire résolu des protestants. Le château de Lafox a souvent servi de lieu de réunion de la noblesse catholique de l'Agenais.
Le 23 mars 1564, le roi Charles IX est venu dîner au château de Lafox.
Le 15 octobre 1578, Catherine de Médicis et Marguerite de Valois dînent au château de Lafox où Henri de Navarre vient les rejoindre pour les conduire à Villeneuve. Marguerite de Valois s'est de nouveau arrêtée à Lafox le 3 avril 1579. Elle y repasse de nouveau le 2 août 1579. En 1583 Henri de Navarre passe à Lafox, entre le 13 et le 16 novembre 1584 une partie de la suite de Marguerite de Valois vient à Lafox après sa fuite d'Agen.
François de Durfort est mort en 1585 sans être marié. Son héritier a été son cousin Amanieu de Durfort.
Le 10 août 1589 une bande de Ligueurs commandés par Emmanuel Philibert des Prez, marquis de Villars, a pillé le château. En 1594, c'est Charles de Monluc qui se rend maître du château où sa troupe séjourne pendant plusieurs jours, le pille et le ruine en partie.

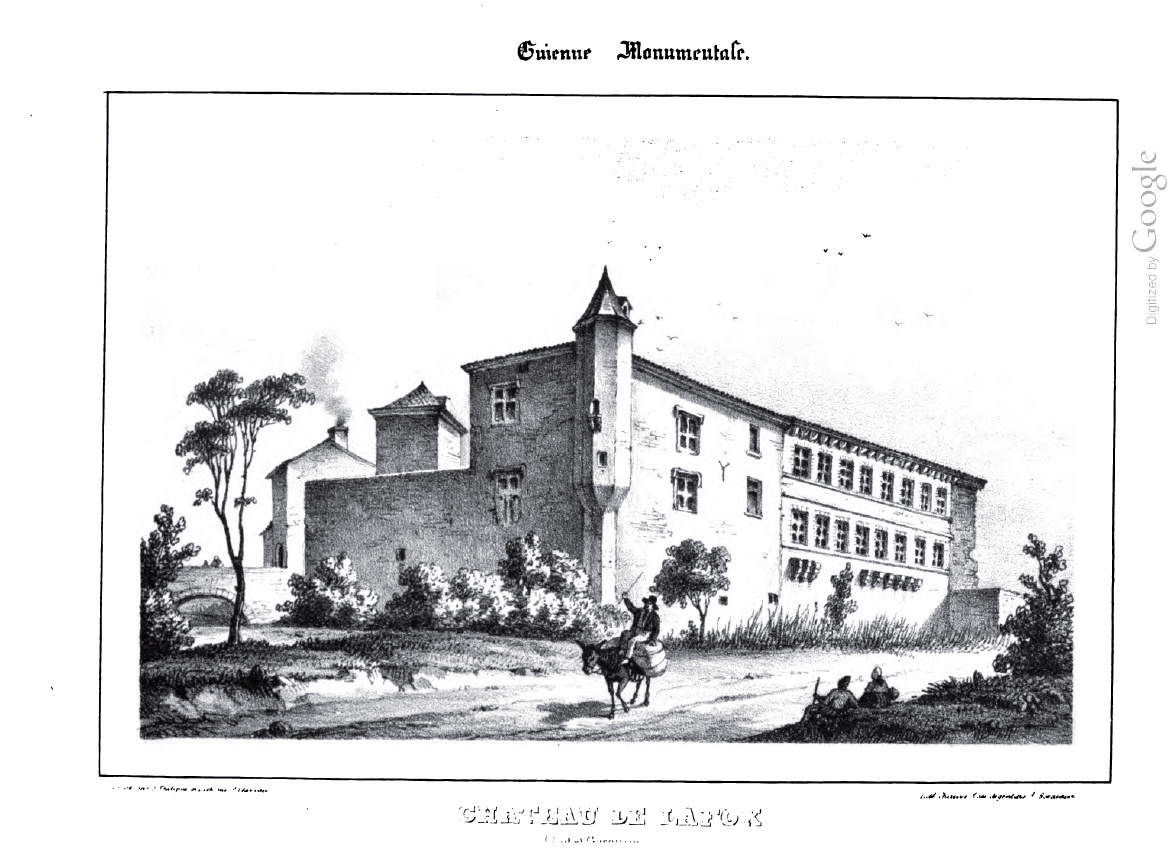
Le château en 1842

Amanieu de Durfort transmet le château à son fils Hector Regnaut de Durfort dans cet état. Il entreprend de le réparer, en particulier la partie est qui avait le plus souffert qui est presque entièrement refaite.
Le château a été restauré par Didier de Flaujac qui a été récompensé du prix des Vieilles maisons françaises en 2002.
Le château a été inscrit au titre des monuments historiques le 21 décembre 1951.